# Chilia Veche, Tulcea
Chilia Veche (în ucraineană Стара Кілія-Stara Kiliya, în turcă Eskil-Kale) este satul de reședință al comunei cu același nume din județul Tulcea, Dobrogea, România. Se află în partea de nord a județului, în Delta Dunării, pe malul drept al Brațului Chilia, pe "insula continentală", numită și Câmpul Chiliei.

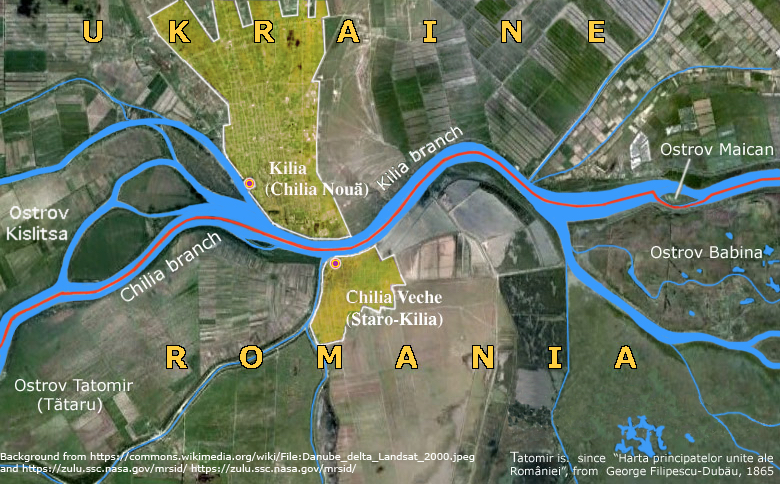
Împrejurimile Chiliei Vechi văzute din satelit.

Este cea mai populată așezare rurală din deltă, cu peste 1000 de locuitori; situată în fața celebrei Cetăți Chilia (construită în 1479) care a aparținut lui Ștefan cel Mare. În antichitatea greacă, se ridica aici cetatea Achilleia: urmele sale se pot vedea și azi.

## Descrierea stemei
Stema comunei Chilia Veche se compune dintr-un scut triunghiular cu marginile rotunjite, tăiat în diagonală de o bandă de argint. În cartierul I, în câmp roșu, se află un turn de biserică, de aur, având acoperișul în formă de bulb de ceapă și surmontat de o cruce. Turnul are o fereastră arcuită de culoare neagră. În cartierul II, pe fond albastru, se află trei tulpini cu papură și doi nuferi de aur ieșind din valuri. Scutul este trimbrat de o coroană murală de argint cu un turn crenelat.
Semnificația elementelor însumate
Turnul reprezintă principalul monument de arhitectură al comunei Chilia Veche, iar biserica cu hramul "Sfinții Voievozi", care datează din secolul XIX-lea și constituie un reper al comunei Chilia Veche, este alcătuită din turnuri înalte de 45 m. Nuferii și papura simbolizează Rezervația Biosferei Delta Dunării, iar valurile semnifică fluviul Dunărea. Coroana murală cu un turn crenelat semnifică faptul că localitatea are rangul de comună.